# Hans Vincenz

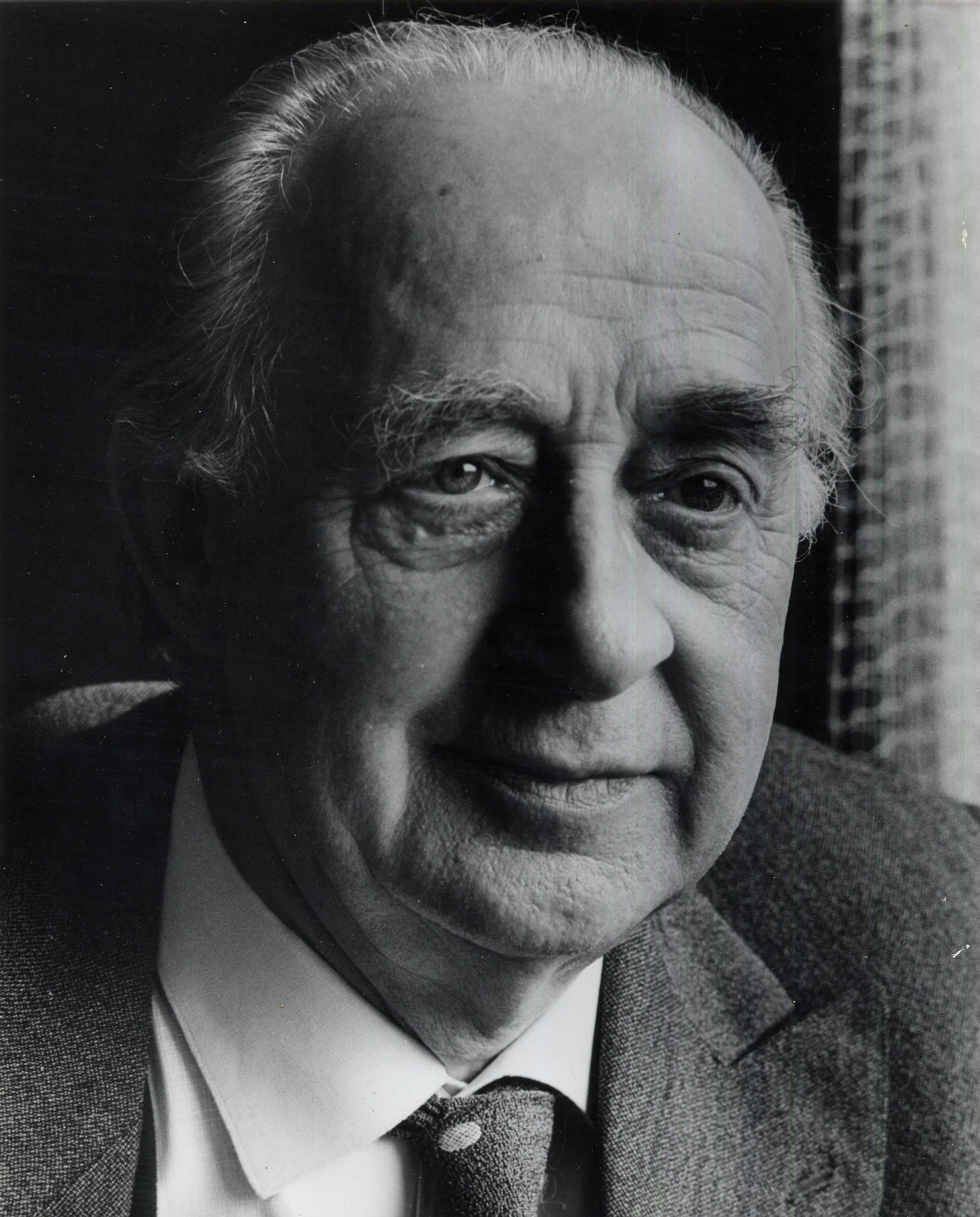
Der Maler Hans Vincenz

Hans Vincenz (* 1900 in Köln; † 1976 in Essen) war ein deutscher expressionistischer Maler, der Gouachen, Ölbilder und Hinterglasbilder schuf.

## Leben
Hans Vincenz wurde 1900 in Köln geboren und lebte mehr als fünf Jahrzehnte in Essen, davon nahezu vierzig Jahre in Essen-Werden. Vincenz machte früh Bekanntschaft mit der Kunst des Expressionismus und war mit namhaften Kollegen wie Erich Heckel, Helmuth Macke, Rolf Lenne, Christian Rohlfs und Werner Gilles befreundet.
Wie viele andere Maler seiner Generation begann sein Weg bei der Auseinandersetzung mit der Natur und den Einflüssen der großen malerischen Bewegungen der ersten beiden Jahrzehnte des 20. Jahrhunderts. Der Schritt von der gegenständlichen Malerei der zwanziger und dreißiger Jahre in die Abstraktion führte ihn schließlich zur Informellen Kunst, der er bis zu seinem Tod verhaftet blieb.
Anfang der 1920er Jahre, in den ersten Jahren seines Schaffens, entstanden Bilder in dunklen, tonigen Farben, ruhende, träumende Gestalten, immer wieder Schiffe und Flusslandschaften und am Rande der großen Industriestadt Bilder mit dem melancholischen Klang der Vorstadt. Der Rhein und seine Landschaften blieben ihm Eindrücke, die transformiert bis in seine späten Bilder hinein spürbar sind. Ende der zwanziger Jahre widmete sich Hans Vincenz fast ausschließlich der Holzplastik, viele Arbeiten dieser Zeit gingen jedoch im Zweiten Weltkrieg verloren. Anfang der dreißiger Jahre „entdeckte“ er die Farbe, bis zum Kriegsausbruch entstanden sinnlich farbige Bilder oft wandbildhaften Charakters.
Mitte der 1940er Jahre entstanden die ersten gegenstandslosen Bilder. Paul Vogt, damaliger Direktor des Folkwang Museums Essen, schreibt: „Mag auch für den, der seine frühen Bilder in ihrer Harmonie voller warmer Farben kennt, der Schritt zur Abstraktion ein wenig überraschend gekommen sein – vorbereitet war er längst und damit weniger Experiment, als folgerichtiger Weg der künstlerischen Entwicklung. Wir sehen in diesen Bildern die Frucht der Erfahrung vergangener Jahre, die Sicherheit und die ungebrochene Kraft des Strebenden, der sich unermüdlich weiter formt.“
Themen aus der gegenständlichen Welt und die Auseinandersetzung mit der Natur begleiteten seine Bilder weiterhin. Neben den Zyklen abstrakter Werke blieb die Landschaft im Bild bestehen. Mitte der 1950er Jahre gewann die Farbe in seinem Werk eine erneute Bedeutung: Farbe und Licht finden sich zu einer neuen, nicht mehr am Dinglichen haftenden Einheit zusammen. Allen Farben voran steht das Blau, das in vielen Arbeiten beherrschend auftritt.

## Ausstellungen

### Einzelausstellungen (Auswahl)
- 1928: Kunstmuseum Mülheim, Mülheim/Ruhr
- 1930: Kunstmuseum Mülheim, Mülheim/Ruhr
- 1946: Museum Folkwang, Essen
- 1947: Galerie Moderne Kunst, Bonn
- 1951: Museum Folkwang, Essen[4]
- 1960: Museum am Ostwall, Dortmund[5]
- 1960: Museum of Fine Art, Dallas, USA[6]
- 1960: University Museum of Art, Oklahoma, USA
- 1961: Goethe Haus, New York, USA
- 1962: Kölnischer Kunstverein, Köln
- 1964: Museum Mülheim, Kunstkabinett, Mülheim/Ruhr
- 1970: Kunstverein Ruhr, Forum bildender Künstler, Essen
- 1978: Galerie Marin, Hagen
- 2002: Bürgermeisterhaus, Essen-Werden
- 2014/2015: Galerie Rudifredlinke, Münster[7][8]
- 2016: Max-Planck-Institut für Biochemie, Martinsried[3]
- 2020: Burg Vischering, Lüdinghausen "Im Farbenrausch"

Quelle:

### Gruppenausstellungen (Auswahl)
- 1924: Museum Folkwang, Essen
- 1927: Museum Folkwang, Essen
- 1928: Kunsthalle Düsseldorf
- 1930: Kunsthalle, Düsseldorf
- 1931: Museum Folkwang, Essen
- 1931: Museum Folkwang, Essen
- 1942: Museum Mülheim, Mülheim/Ruhr
- 1967: Städtische Galerie Lenbachhaus, München